# Ceratotrupes bolivari
Ceratotrupes bolivari là một loài bọ cánh cứng trong họ Geotrupidae. Loài này được Halffter & Martinez miêu tả khoa học năm 1962.